# Trichomyia clavellata
Trichomyia clavellata är en tvåvingeart som beskrevs av Quate 1996. Trichomyia clavellata ingår i släktet Trichomyia och familjen fjärilsmyggor.
Artens utbredningsområde är Costa Rica. Inga underarter finns listade i Catalogue of Life.